# کومبینینگ، نیو ساوت ولز
کومبینینگ (به انگلیسی: Combaning) یک شهرک در استرالیا است که در نیو ساوت ولز واقع شده‌است.